# Antonia Lambotte-Pauli
Antonia Anna Lambotte-Pauli (Antwerpen, 24 oktober 1885 - 15 september 1975) was een Belgisch senator.

## Levensloop
Antonia Pauli, van opleiding regentes, was een dochter van Pierre Pauli en Anna Wuyts. Ze trouwde met Adolphe Lambotte (overleden in 1972) en ze hadden een dochter.
Binnen de christelijke arbeidersbeweging werd ze in 1922 voorzitster van de Vrouwengilden voor het Gewestelijk Verbond Antwerpen. In 1923 werd ze ondervoorzitster van het VKAJ-verbond Antwerpen en voorzitster van de Turngouw voor katholieke meisjes in Antwerpen. Ze was lid van het Nationaal Verbond der Christelijke Arbeidersvrouwenorganisatie en voorzitster van de KAV Sint-Bartholomeus in Merksem.
Ze doorliep ook een politieke carrière. In 1921 werd ze gemeenteraadslid van Merksem en van die datum tot in 1950 was ze schepen van onderwijs in die gemeente.
In juni 1949 werd ze CVP-senator voor het arrondissement Antwerpen en van juni 1950 tot in 1954 was ze provinciaal senator.
Ze was ook lid van de Vrouwenbond Constance Teichmann en lid van de Hoge Raad voor de Familie.